# Gabelsberger-Kurzschrift

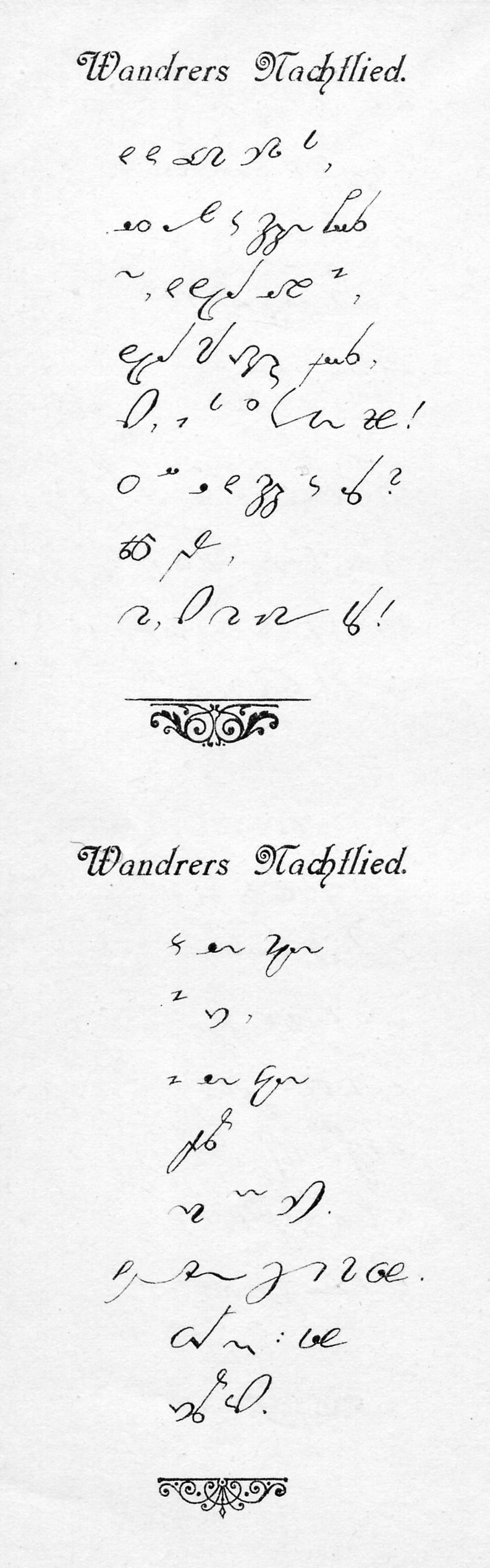
»Wandrers Nachtlied« (oben) und »Wandrers Nachtlied - Ein Gleiches« (unten) in Gabelsberger Kurzschrift

Die Gabelsberger-Kurzschrift (oder Gabelsbergersche Kurzschrift) ist eine von Franz Xaver Gabelsberger entwickelte und von ihm als Redezeichenkunst bezeichnete deutsche kursive Kurzschrift.
Die Gabelsberger-Kurzschrift war an der Wende zum 20. Jahrhundert in Deutschland und Österreich mit geschätzten etwa vier Millionen Anwendern die größte Schule von etwa zwanzig untereinander konkurrierenden Kurzschriftsystemen.
Das Gabelsbergersche System wurde auch auf zahlreiche andere Sprachen übertragen, da es sich mit seinem kursiven, d. h. durchgängig zu schreibenden System von den bis dahin verbreiteten graphischen Systemen abhob.
Nach der Einführung der Deutschen Einheitskurzschrift 1924, als dessen Vorgängersystem es neben dem System Stolze-Schrey betrachtet wird, ging die Verbreitung dieses Kurzschriftsystems zunehmend zurück. Es hat heute vor allem historische Bedeutung.

## Geschichte
Franz Xaver Gabelsberger entwickelte sein System, das er ab 1819 auch in seinem Beruf als Kanzlist verwendete, ab 1817.
1834 veröffentlichte er sein System unter dem Titel »Anleitung zur deutschen Redezeichenkunst«.
Eine Weiterentwicklung bezüglich von anwendbaren Kürzungen wurde 1843 unter dem Titel Neue Vervollkommnungen veröffentlicht.
Die 1848 begonnene zweite Auflage der Redezeichenkunst konnte durch Gabelsberger, der 1849 starb, nicht mehr fertiggestellt werden.
Sie wurde schließlich 1850 vom Münchner Stenographen-Central-Verein auf Basis der hinterlassenen Aufzeichnungen herausgegeben.
Bereits vor dem Tod Gabelsbergers entstanden drei Richtungen der Gabelsberger-Kurzschrift, welche nach seinem Ableben darum stritten, welche der drei Schulen die Vorherrschaft haben sollte.
Das Ziel der Wiener Schule, die vor allem aus Parlaments-Stenographen bestand, war es, die Stenographie aus praktischen Gründen vor allem bezüglich der Kürzungen und Kürze der Schrift weiterzuentwickeln.
Die Dresdner Schule hingegen hatte sich die allgemeine Verbreitung des Systems zum Ziel gesetzt und konzentrierte sich daher verstärkt auf eine verbesserte Unterscheidbarkeit im System.
Ziel der Münchner Schule, die zwischen den anderen beiden Schulen stand, war die strenge Überlieferung der Schreibweisen Gabelsbergers.
Um dem Auseinanderbrechen der drei Schulen zuvorzukommen, wurde 1852 in München eine Stenographenversammlung der Gabelsbergerschen Schulen einberufen, die mit den Münchener Beschlüssen allgemein gefasste, gemeinsame Regeln festlegte, wobei als Systemurkunde immer noch die ursprünglichen Schriften Gabelsbergers galten.
Da in der Zwischenzeit auch fehlerhafte Lehrbücher zur Gabelsberger-Kurzschrift auf dem Markt waren, beinhaltete ein weiterer Beschluss der Münchner Versammlung einen Preis von 50 Goldtalern für das beste, am kürzesten gefasste Lehrbuch der Gabelsberger-Kurzschrift, welcher schließlich an den Augsburger Prälaten Hieronymus Gratzmüller vergeben wurde.
Ausgehend von Kontroversen innerhalb des Sächsischen Stenographischen Instituts wurde 1857 die Gabelsberger-Kurzschrift durch die Dresdner Beschlüsse durch eine erste umfassende Systemurkunde definiert, die 1895 durch die Wiener Beschlüsse und 1902 durch die Berliner Beschlüsse weiter reformiert wurde.
Die Reform von 1902 ist auch im Zusammenhang mit dem damals zunehmenden Druck durch das System Stolze-Schrey zu sehen.
Die Berliner Beschlüsse führten zu teilweise kontroversen Diskussionen unter den Schülern der Gabelsbergerschen Schulen.
1906 wurde vom Bundesvorsitzenden der Schule Gabelsberger vorgeschlagen, nach Vorbild der Orthographischen Konferenz von 1901 eine Vereinheitlichungskonferenz für Kurzschrift einzuführen, da sich innerhalb der unterschiedlichen Kurzschriftsysteme die Erkenntnis durchsetzte, dass nur eine einheitliche Kurzschrift zukunftsfähig sei.
Nach Beginn der Vereinheitlichungskonferenzen 1912 bzw. ab dem Reichstagsbeschluss 1924 zur Einführung der Deutschen Einheitskurzschrift gingen die Gabelsbergerschen Kurzschriftschulen und Stenographenvereine stufenweise zum neuen System über, wobei bis heute noch Kurse für Gabelsberger-Kurzschrift stattfinden.

## Kurzer Systemüberblick

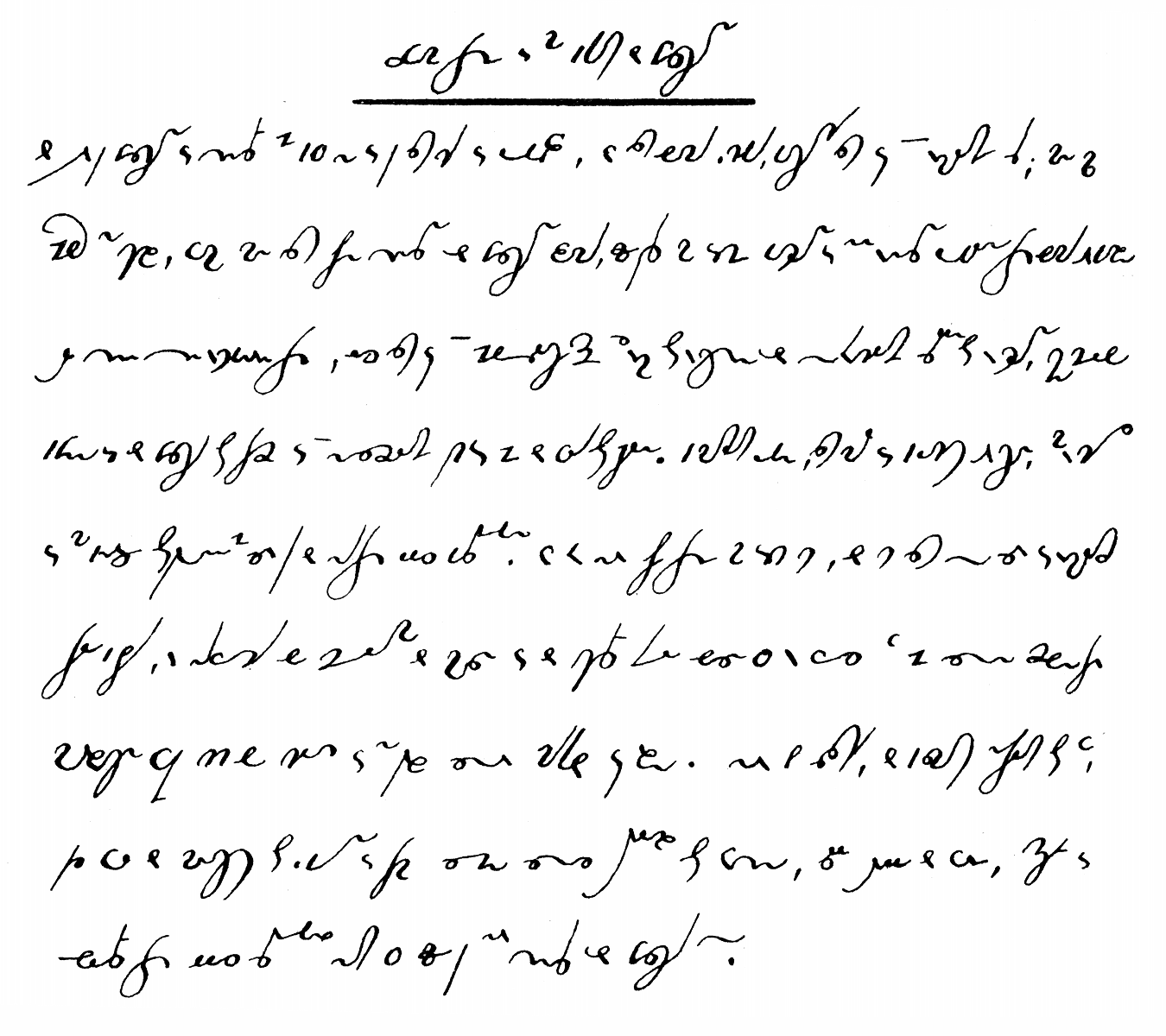
Autograph Franz-Xaver Gabelsbergers: »Von dem Zwecke und dem Gebrauch der Wissenschaften«

Wie die heutige Deutsche Einheitskurzschrift unterteilt sich das Gabelsbergersche System in eine Verkehrsschrift und in eine Redeschrift, wobei diese beiden Stufen jeweils nicht weiter unterteilt werden.
Die Verkehrsschrift unterteilt sich zum einen in die Lehre der Wortbildung und zum anderen in die Lehre der (einfachen) Wortkürzungen.
Die Redeschrift definiert die Satzkürzungen, also die Kürzung von Wörtern im Satzzusammenhang.

### Stenographische Rechtschreibung
Ähnlich wie in der Deutschen Einheitskurzschrift gilt auch in der Gabelsberger-Kurzschrift eine vereinfachte Rechtschreibung.
Es werden demnach in der Regel keine Dehnungszeichen für Vokale sowie bis auf ll, rr, ss und ß keine Doppelvokale und Doppelkonsonanten dargestellt, wobei ss und ß, sowie ſ und s nicht unterschieden werden.
Diphthonge und Umlaute können, wenn keine Verwechslungsgefahr besteht, durch einfachere Vokale ersetzt werden.
Fremdwörter werden in der Regel nach der Aussprache geschrieben.

### Schreibraum
Der Schreibraum der Gabelsberger-Kurzschrift zwischen sogenannter unterer und oberer Schriftgrenze ist vier Stufen hoch und wird in drei Bereiche gegliedert. Der mittlere Bereich, der Zeilenraum, liegt zwischen Grundlinie und Oberlinie und ist eine Stufe hoch. Die darunter und darüber liegenden Bereiche sind jeweils 1,5 Stufen hoch. Im Rahmen von Hoch- und Tiefstellungen von Buchstaben ist das Überschreiten der oberen oder unteren Schriftgrenze zwar zulässig, es sollte jedoch so weit wie möglich vermieden werden.
Jedes ausgeschriebene Wort muss die Grundlinie berühren.

### Konsonanten und Vokale

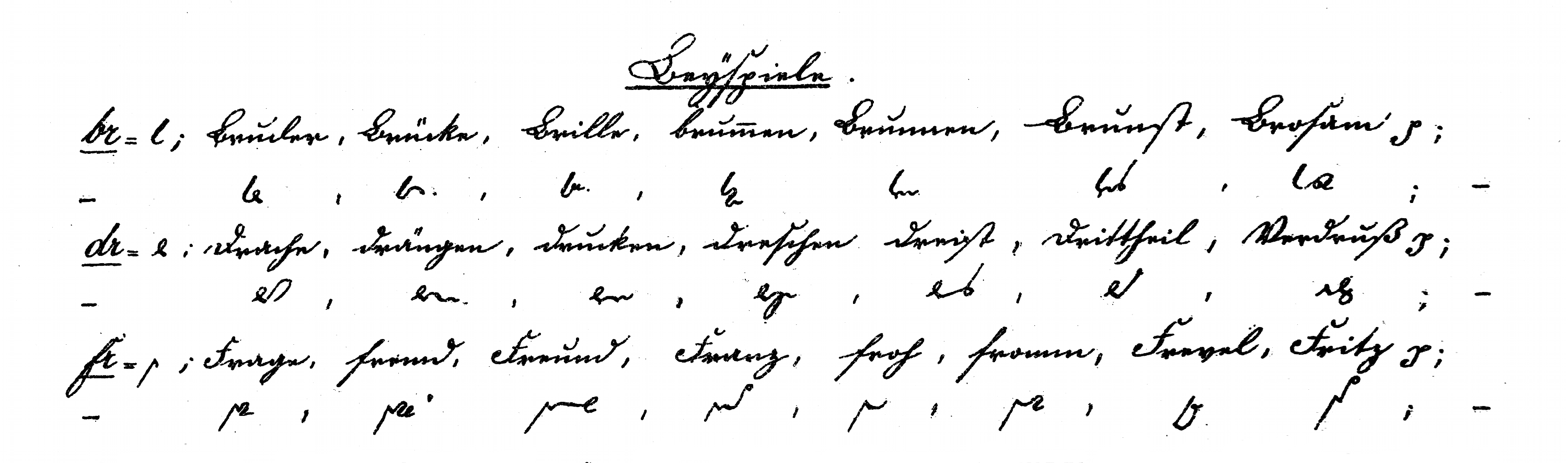
Beispiele zu »br-«, »dr-« und »fr-« aus »Anleitung zur deutschen Redezeichenkunst« (1834)

Die Gabelsberger-Kurzschrift kennt für alle Buchstaben des Alphabets jeweils mindestens eine buchstäbliche Bezeichnung.
Die einzelnen Buchstaben eines Wortes werden direkt hintereinander geschrieben und mit einem Haarstrich verbunden, wobei der nächste Buchstabe jeweils direkt auf der Zeilenhöhe des Endes des vorherigen Buchstabens angehängt wird.
Die Konsonanten f, p, v und t haben jeweils zwei ähnliche Darstellungsmöglichkeiten, die sich dadurch unterscheiden, ob aufwärts oder abwärts geschrieben wird; sie heißen deshalb Wandelzeichen.
Durch entsprechenden Einsatz der Wandelzeichen oder durch neues Ansetzen auf der Grundlinie sollte ein Überschreiben der oberen und unteren Schriftgrenzen vermieden werden.
Hierzu können auch Anlautvokale und bestimmte Vorsilben ihren Platz verlassen und bei bestimmten Zeichen oben angesetzt werden.
Stehen l oder s am Wortanfang, so fällt hier der sogenannte Vorstrich weg, am Wortende der Nachstrich; letzteres gilt auch für a, i, j und y.
Wenn Doppelkonsonanten bezeichnet werden sollen, kann dies zeichenabhängig durch enge Aneinanderreihung, durch eine Verdoppelungsschleife oder durch Vergrößerung des Zeichens geschehen.
Die Systemurkunde der Gabelsberger-Kurzschrift definiert zusätzlich noch ein relativ umfangreiches Regelwerk bezüglich der Darstellung von Vokalen und Konsonantenverbindungen (sog. Konsonanzen), weshalb es von Vertretern anderer Kurzschriftschulen auch als eher chaotisch, wenn auch effektiv, beschrieben wurde.
Vokale können auf vier verschiedene Arten dargestellt werden.
Die häufigste Darstellungsform für Vokale ist die sinnbildliche Darstellung, das heißt, dass ein Vokal ähnlich wie in der heutigen Deutschen Einheitskurzschrift durch entsprechende Variation des vorhergehenden oder nachfolgenden Konsonanten wie Verstärkung, Verdichtung sowie Hoch- und Tiefstellung dargestellt wird.
Dies ist jedoch nicht immer möglich, da sich die Buchstabenformen der Gabelsberger-Kurzschrift von der Deutschen Kurrentschrift des 19. Jahrhunderts ableiten, die mit einer Schwellzugfeder geschrieben wurde, und deshalb einige Konsonanten bereits in der Grundform einen Grundstrichschatten besitzen. Somit können verstärkte Zeichen nicht verdichtet und verdichtete Zeichen nicht nochmals verdichtet werden.
Weiterhin können einige Zeichen nicht hoch- oder tiefgestellt werden, deshalb gibt es auch die Möglichkeit der direkten Darstellung für Vokale, Umlaute und Diphthonge. Wenn keine Verwechslungsmöglichkeit besteht, können Umlaute und Diphthonge auch durch klangverwandte Vokale dargestellt werden (Stellvertretung). In bestimmten Fällen ist es auch zulässig, einzelne Vokale nicht zu bezeichnen.
| Vokal | Sinnbildliche Darstellung                              | Stellvertretung durch |
| ----- | ------------------------------------------------------ | --------------------- |
| e     | Einfache Verbindung                                    |                       |
| o     | Einfache Wölbung                                       |                       |
| ö     | weite Wölbung                                          | e                     |
| a     | Verstärkung                                            |                       |
| ä     | Verstärkung und e                                      | e                     |
| i     | Verdichtung, Hochstellung, Verlängerung, Steilstellung |                       |
| u     | Tiefstellung                                           |                       |
| ü     | Durchkreuzung                                          | i oder u              |
| au    | Tiefstellung und Verstärkung                           |                       |
| ei    | Weite Hochstellung ei-Lage                             |                       |
| ai    | Verstärkung und ei                                     | ei                    |
| eu    | Tiefstellung und ei                                    | ei                    |
| äu    | Verstärkung, Tiefstellung und ei                       | ei                    |

Die Darstellungsform der einzelnen Zeichen, vor allem die der sinnbildlichen Darstellung der Vokale, war im Laufe der Entwicklung der Gabelsberger-Kurzschrift Veränderungen unterworfen. Die Frage, ob bei sinnbildlicher Darstellung eines Vokals der Vokal im vorhergehenden oder nachfolgenden Konsonanten bezeichnet werden soll, wurde von den Schülern Gabelsbergers lange Zeit kontrovers diskutiert. Gabelsberger selbst bevorzugte in dieser Frage die Darstellung im vorhergehenden Konsonanten, legte hierauf keinen größeren Wert und ließ Vokale oft ganz weg. In den Münchner Beschlüssen wurde festgelegt, dass die Vokaldarstellung im nachfolgenden Konsonanten zu erfolgen habe. Dies wurde später durch eine umfassende Vokalisationslehre ersetzt, welche durch den Kurzschriftlehrer Karl Albrecht auf Basis der Münchner Beschlüsse entwickelt wurde und in die Dresdner Beschlüsse mit aufgenommen wurde.
Die Darstellung der Vokale in der Gabelsberger-Kurzschrift hatte entscheidenden Einfluss auf die Vokaldarstellung der Deutschen Einheitskurzschrift. Einige sinnbildliche Darstellungsformen werden jedoch nur bei Kürzungen im Anlaut in der Schnellschrift verwendet. Standardmäßig wird in der Deutschen Einheitskurzschrift das Vokalisationsschema nach Carl Faulmann angewendet; die Zuordnung der Vokale auf die Darstellungsformen wurde jedoch an die in der Gabelsberger-Kurzschrift gelegten Grundlagen angepasst.

### Kürzel
Wie die meisten Kurzschriftsysteme besitzt auch die Gabelsberger-Kurzschrift bereits in der Grundstufe der Verkehrsschrift für häufig verwendete Wörter und Silben Kurzdarstellungen, auch Kürzel oder Sigel genannt.
Einige dieser Kürzel wurden in die Deutsche Einheitskurzschrift übernommen.

### Wortkürzungen
Im Gegensatz zu anderen Kurzschriftsystemen werden in der Gabelsberger-Kurzschrift schon in der Grundstufe Wortkürzungen, wie das Weglassen von Beugungs- und Steigerungssilben bzw. -lauten, Wortverbindungen oder das Obenansetzen von gewissen Vorsilben angewandt. Dadurch ist die Grundstufe der Gabelsberger-Kurzschrift wohl eher mit der »Eilschrift« der Deutschen Einheitskurzschrift vergleichbar.

### Redeschrift
Um das Notieren von Reden zu bewerkstelligen, besitzt die Gabelsberger Kurzschrift auch eine Redeschrift.
Die hierzu verwendeten Mittel der Formkürzung, Stamm- oder Klangkürzung und der Gemischten Kürzung sind mit den Kürzungsregeln anderer Kurzschriftsysteme vergleichbar.
Eine weitere Unterteilung der Redeschrift, wie sie etwa seit 1968 in der Deutschen Einheitskurzschrift mit einer Unterteilung der Schnellschrift in Eilschrift und Redeschrift üblich ist, findet nicht statt.

## Bekannte Anwender
- Erich Kästner verfasste sein geheimes Tagebuch während der Zeit des Dritten Reiches in der Gabelsberger-Kurzschrift.[9]

- Michael Kardinal von Faulhaber verfasste seine Tagebücher in der Gabelsberger-Kurzschrift.

- Der mathematische Logiker Kurt Gödel verfasste seine handschriftlichen Notizen, Manuskripte, und Exzerpte zum größten Teil in der Gabelsberger-Kurzschrift.

- Der Staatsrechtler und Politische Philosoph Carl Schmitt verfasste den Großteil seiner persönlichen Aufzeichnungen in einer persönlichen Abwandlung der Gabelsberger Kurzschrift.

## Anwendungsbeispiele der Gabelsbergerschen Kurzschrift
Die Gabelsbergersche Kurzschrift und auch andere Stenografie-Systeme wurden nicht nur zur Aufzeichnung von Reden und Vorträgen sowie für Aufzeichnungen im Geschäfts- und Verwaltungswesen verwendet, sondern fanden auch ihre Anwendung im alltäglichen Bereich zum Beispiel für Notizen, Randbemerkungen in Büchern und beim Schreiben von Briefen und Postkarten.
Beispiele für die Alltagsverwendung des Systems Gabelsberger

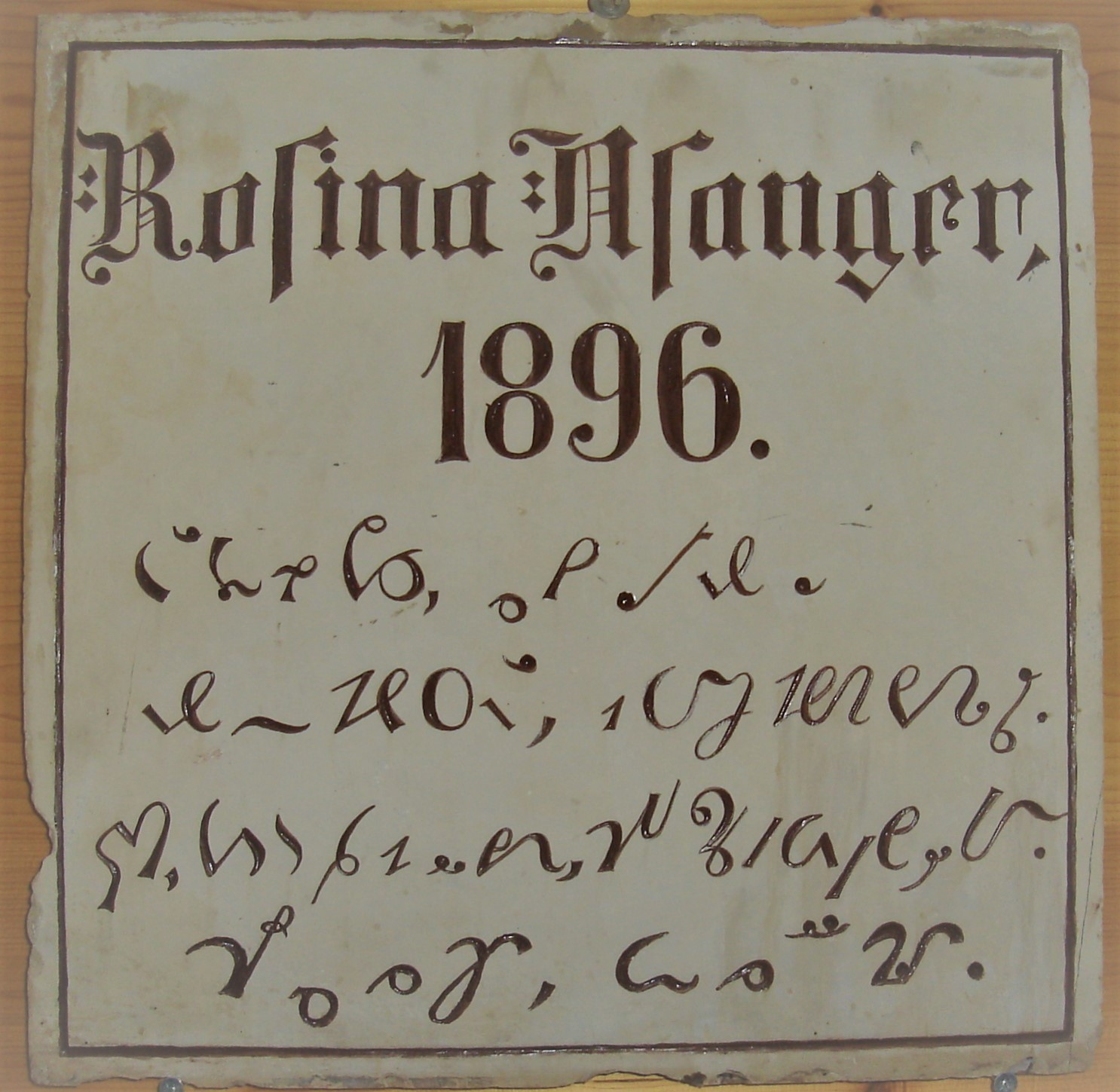
Steintafel zur Neuerrichtung des Ziegelwerks in Englhausen – 1896
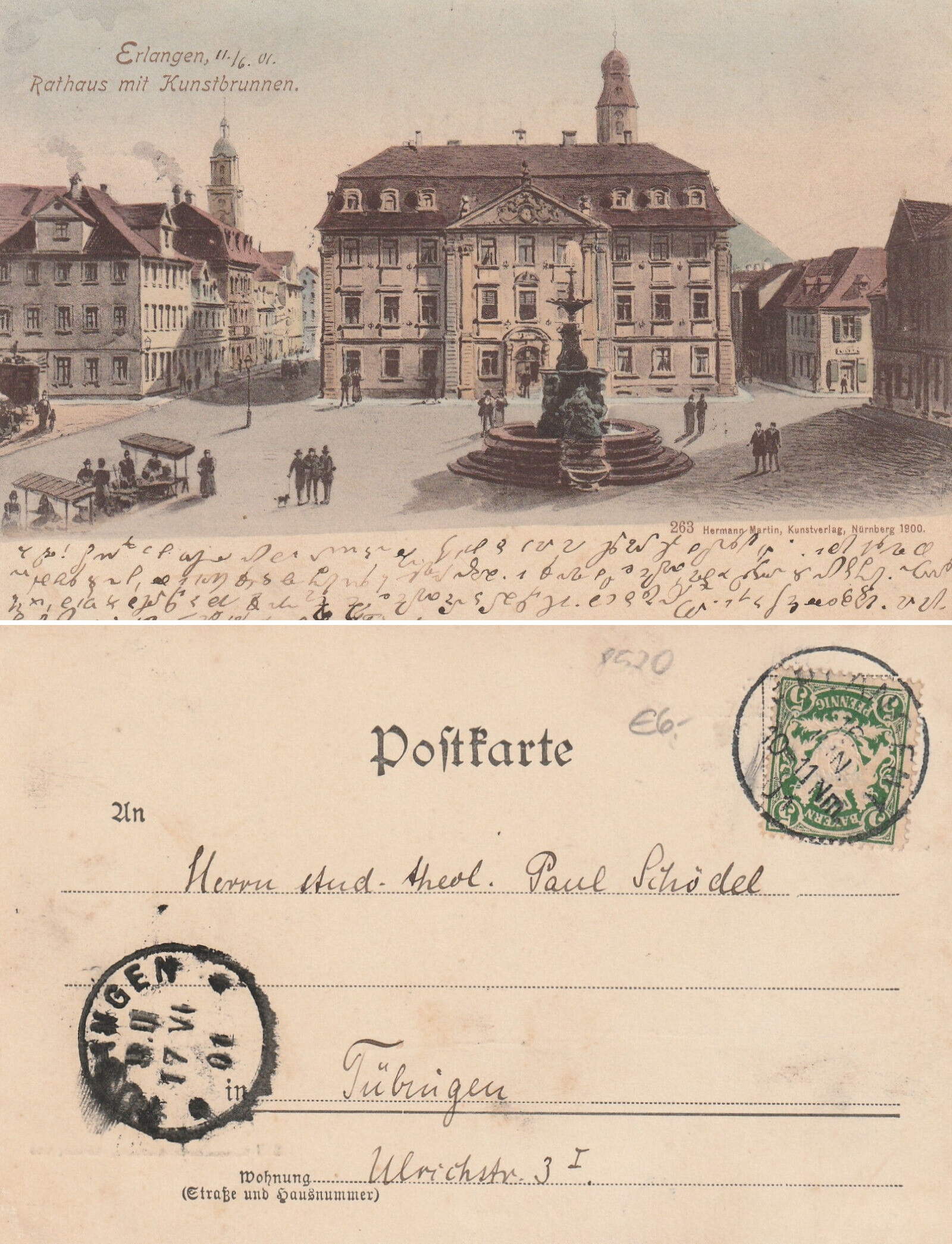
Ansichtskarte aus Erlangen – 1901
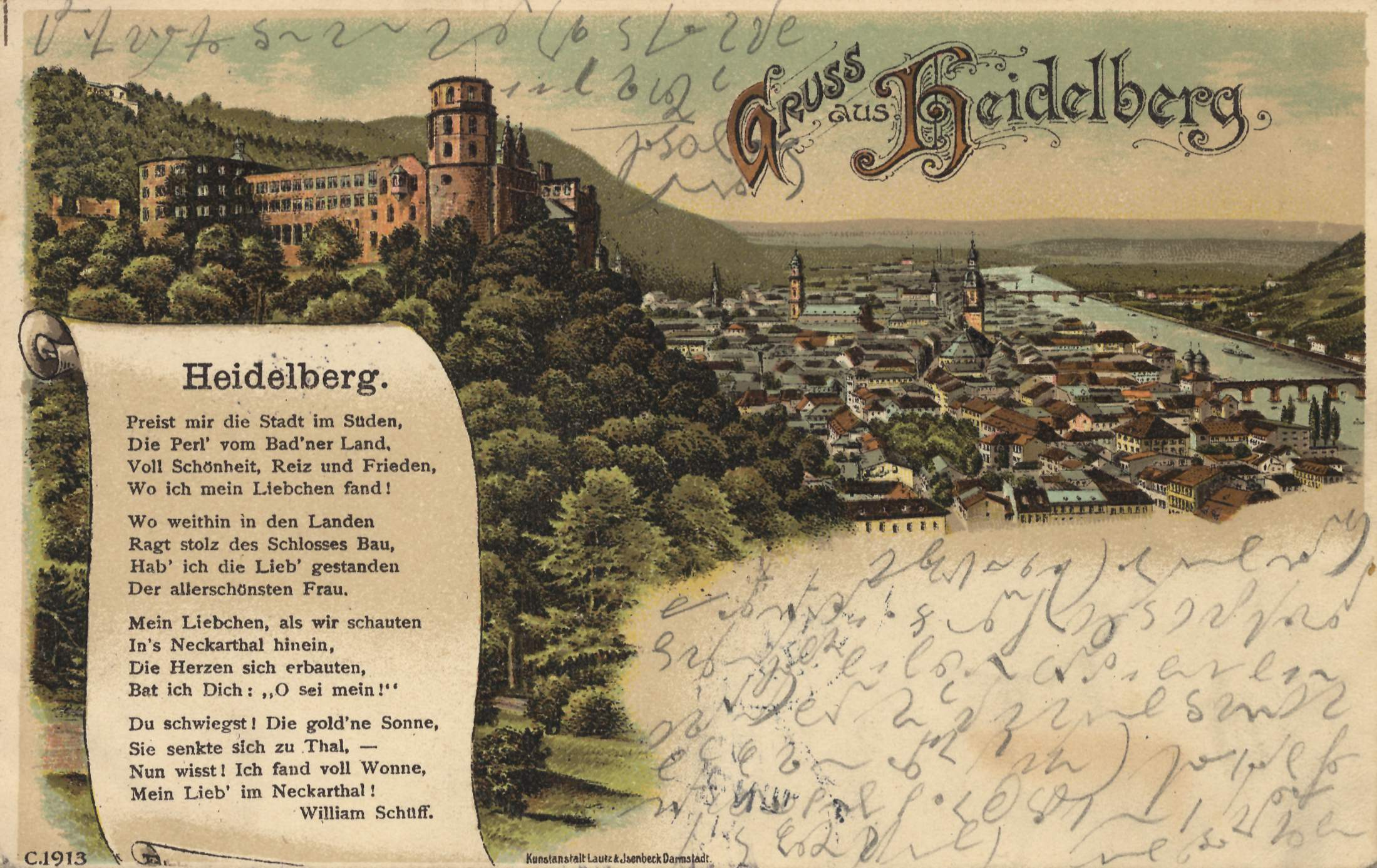
Ansichtskarte mit Ansicht von Heidelberg – 1902
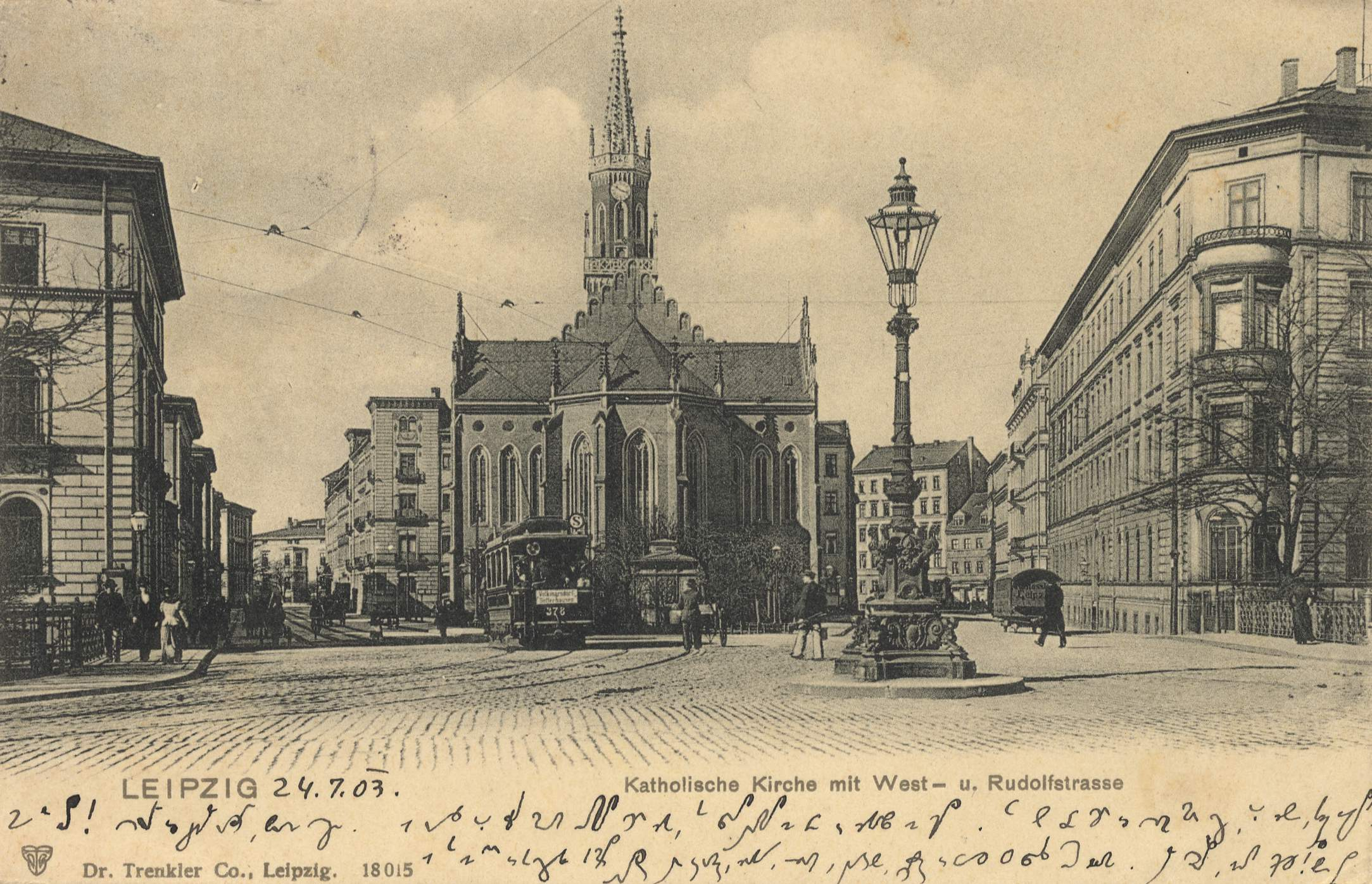
Ansichtskarte aus Leipzig – 1903
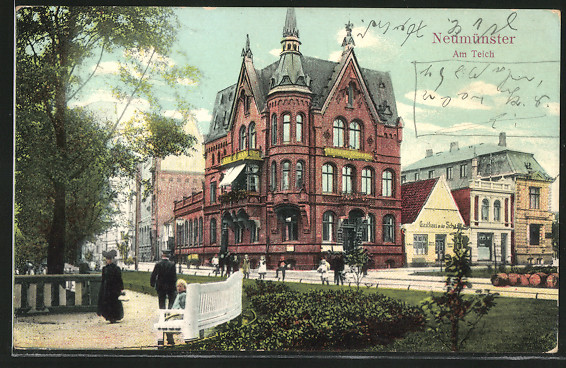
Ansichtskarte mit Ansicht von Neumünster – 1925